# Rujîceanka, Hmelnîțkîi
Rujîceanka (în ucraineană Ружичанка) este localitatea de reședință a comunei Rujîceanka din raionul Hmelnîțkîi, regiunea Hmelnîțkîi, Ucraina.

## Demografie
Componența lingvistică a localității Rujîceanka
     Ucraineană (98,47%)
     Rusă (1,4%)
     Alte limbi (0,07%)
Conform recensământului din 2001, majoritatea populației localității Rujîceanka era vorbitoare de ucraineană (98,47%), existând în minoritate și vorbitori de rusă (1,4%).